# Macrosolen robinsonii
Macrosolen robinsonii är en tvåhjärtbladig växtart som först beskrevs av James Sykes Gamble, och fick sitt nu gällande namn av Danser. Macrosolen robinsonii ingår i släktet Macrosolen och familjen Loranthaceae. Inga underarter finns listade i Catalogue of Life.